# Сант Андреа (Черчина)
Пиеве „Сант Андреа“ (на италиански: Pieve di Sant'Andrea a Cercina) е християнска католическа църква в Черчина – подселище (frazione) на община Сесто Фиорентино, провинция Флоренция, Италия.

## История и забележителности
Спомената през 880 г. и по-рано наричана „Св. Йерусалим“, църквата се намира под патронажа на древното благородническо семейство Кателини да Кастильоне. То насърчава архитектурните интервенции през 14 век като разширяването на помещенията, използвани като резиденция на ректора и на енорийския свещеник, и през 15 век – разширяването на манастира.

Сградата с три кораба, разделени от стълбове, се характеризира с особено оригинален елемент: надвесът на камбанарията по отношение на основата на камбанарията. Портикът от 11 век създава идеална връзка между църквата и фасадата на църковната резидениция от 16 век.
Основната и забележителност са фреските в дясната апсида, изобразяващи Свети Йероним Блажени, Света Варвара и Свети Антоний абат – творба от около 1471-1472 г. на младия Доменико Гирландайо. Друга забележителност е в централната апсида – Полиптихът от 14 век на Мадоната със светци, дело на Майстора на Сан Николо. В дъното на левия кораб има стенописи от края на 16 век.
Вътрешният клоатър от 14 век е изписан с фрески от Антонио ди Вани и Бичи ди Лоренцо.